# Frederik Meltzer
Frederik Meltzer (* 29. September 1779 in Bergen; † 15. Dezember 1855 ebenda) war ein norwegischer Kaufmann und Politiker.

## Leben
Seine Eltern waren der Kaufmann und Bürgerrepräsentant Clamer Eberhard Meltzer (1745–1815) und dessen Frau Henrikke Stoltz (1758–1785). Am 27. April 1802 heiratete er Margrethe Stub (31. August 1779–24. April 1832), Tochter des Schiffers Jacob Stub (1748–1812) und seiner Frau Emmiche Desingthun (1751–1820). Seine Familie stammte aus Rödinghausen und war um 1690 eingewandert.
Meltzer erhielt seine kaufmännische Ausbildung 1796 bis 1798 in London. 1800 bis 1801 reiste er in die Niederlande, nach Frankreich und Deutschland. Danach begann er in der Import- und Exportfirma seines Vaters in Bergen. 1803 erwarb er das Bürgerrecht als Commissionär. 1805 wurde er Alleininhaber des väterlichen Betriebes. In den Hungerjahren 1807 bis 1814 setzte er sich bei der Regierung für den Fischexport und die Getreideversorgung ein. Mit einem Freund rüstete er mehrere Sunnmærsboote aus, die aus Dänemark Korn beschafften. Er unternahm mit seinem Schiff „Død eller Brød“ (Tod oder Brot) auch Kaperfahrten.
1825 bis 1855 war er auch Oberwarenprüfer für den Fisch. Meltzer wurde allmählich von den öffentlichen und halböffentlichen Aufgaben so in Anspruch genommen, dass darunter sein Geschäft zu leiden begann.
Im März 1814 wurde Meltzer zum vierten Vertreter der Stadt Bergen bei der Reichsversammlung in Eidsvoll gewählt. Dort schloss er sich dem gemäßigten Flügel der Selbständigkeitspartei an. Er saß im Finanzausschuss und war ein eifriger Verfechter der Eidsvollgarantie. 1815 bis 1816 war er stellvertretender Delegierter im Storting, danach von 1821 bis 1822, 1824 und 1833 bis 1842 Delegierter. In dieser Zeit war er Mitglied in verschiedenen Finanz- und Wirtschaftskommissionen. Viele der Wirtschafts- und Finanzgesetze waren von ihm ausgearbeitet worden. In Bergen war er 1813 bis 1829 Mitglied des Stadtparlaments und 1837 bis 1849 Mitglied des Magistrats.
1821 entwarf er die heute gültige norwegische Flagge.
Als 1816 Norges Bank errichtet wurde, wurde Meltzer Leiter der Abteilung in Bergen und blieb dies bis zu seinem Tod. Er war 1823 auch einer der finanziellen Beitragszahler für Bergens Sparebank. Auch war er 1813 einer der Stifter der Börse Bergens und Mitglied des Direktoriums der „Bergenske Søassuranceselskab“ (Seeversicherungsgesellschaft Bergens).
1803 bis 1852 war er Kassierer bei „Det nyttige Selskab“ (Die nützliche Gesellschaft), viele Jahre Sekretär bei „Det dramatiske Selskab“ (Dramatische Gesellschaft), wo er auch als Schauspieler auftrat, und von 1813 bis 1818 Mitglied der Bezirkskommission der „Selskabet for Norges Vel“ (Gesellschaft für Norwegens Wohl). Er saß 1836 bis 1839 auch im Vorstand der Loge „Den gode Hensigt“ (Die gute Absicht). Er war auch Direktor der Realschule und der Zeichenschule, war in der Musikgesellschaft „Harmonie“ aktiv, war 1838 einer der Gründer von „Bergens Kunstforening“ und saß im Direktorium des neugegründeten „Bergens Museum“.
Frederik Meltzers Tagebuch, das er über 57 Jahre führte, ist eine der wichtigsten Quellen über das tägliche Leben zur damaligen Zeit in Bergen. Der größte Teil des Tagebuchs ist erhalten.
Er war Ritter des schwedischen Wasa-Ordens und war von 1816 bis 1840 französischer Vizekonsul in Bergen.